# Weißenthurm
Weißenthurm est une municipalité et chef-lieu du Verbandsgemeinde Weißenthurm, dans l'arrondissement de Mayen-Coblence, en Rhénanie-Palatinat, dans l'ouest de l'Allemagne.
Les restes du général français Lazare Hoche, d'abord enterré avec le général François Séverin Marceau, y ont été transférées. La date de la cérémonie, d'abord prévue pour la date anniversaire du général, le 24 juin 1919 a été déplacée au 7 juillet 1919 lors d'un double hommage aux deux généraux. Pour la cérémonie, deux délégations ont été accueillies, l'une provenant de Versailles, l'autre de Chartres.